# Otacilia fausta
Otacilia fausta is een spinnensoort uit de familie van de Phrurolithidae.
De wetenschappelijke naam van de soort werd in 1991 als Phrurolithus faustus gepubliceerd door Kap Yong Paik.